# Mooreana trichoneura
Mooreana trichoneura is een vlinder uit de familie van de dikkopjes (Hesperiidae). De wetenschappelijke naam van de soort is voor het eerst geldig gepubliceerd in 1860 door Cajetan von Felder & Rudolf Felder.